# Roseboro
Roseboro är en småstad (town) i Sampson County i den amerikanska delstaten North Carolina med en yta av 3 km² och en folkmängd som uppgår till 1 267 invånare (2000).

## Kända personer från Roseboro
- Bill Johnson, politiker